# تخزين طاقة الشبكات

شبكة كهربائية مبسطة لتخزين للطاقة.

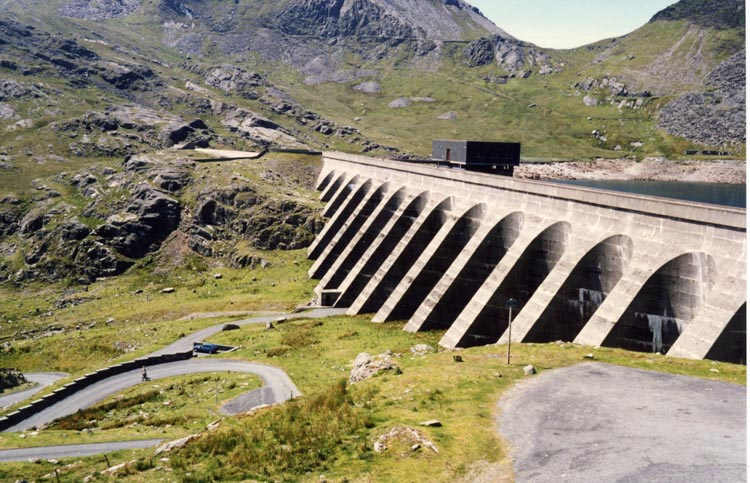

تخزين طاقة الشبكات (الذي يطلق عليه كذلك اسم تخزين الطاقة على نطاق واسع) يشير إلى الطرق المستخدمة لتخزين الكهرباء على نطاق واسع في شبكة طاقة كهربائية. ويتم تخزين الطاقة الكهربائية أثناء الأوقات التي يتجاوز فيها الإنتاج (من محطات الطاقة) الاستهلاك، ويتم استخدام الطاقة المخزنة عندما يتجاوز الاستهلاك الإنتاج. وبتلك الطريقة، لا يتوجب زيادة وتقليل إنتاج الكهرباء بشكل كبير من أجل الوفاء بالاستهلاك، ولكن، بدلاً من ذلك، يتم الحفاظ على الإنتاج عند مستوى واحد ثابت. ويوفر ذلك ميزة أن تعمل محطات الطاقة التي تستخدم الوقود (أي الفحم والنفط والغاز) بشكل أكثر فاعلية وسهولة بمعدلات إنتاج ثابتة.
ومن مارس عام 2012، يعد ضخ وتخزين الطاقة الكهرومائية (PSH) هو أكبر قدرة يمكن الحصول عليها من قدرات تخزين طاقة الشبكات المتاحة، ويقول معهد أبحاث الطاقة الكهربائية (EPRI) أن ضخ وتخزين والطاقة الكهرومائية يسد احتياجات أكثر من 99% من قدرات تخزين الطاقة المجمعة في مختلف أرجاء العالم، وهو ما يساوي 127 ألف ميجا وات. وتختلف كفاءة الطاقة من ضخ وتخزين الطاقة الكهرومائية في الواقع العملي بين 70%
إلى 75%.
وعلى وجه الخصوص، فإن استخدام مصادر الطاقة المتقطعة المتصلة بالشبكات مثل اللوح الضوئي وتورربينات الرياح من تخزين طاقة الشبكات. تتسم الطاقة التي يتم الحصول عليها من مصادر الألواح الضوئية والرياح بالتنوع بطبيعتها، حيث أن مقدار الطاقة الكهربية التي يتم إنتاجها تتنوع حسب الوقت واليوم والموسم وعوامل عشوائية مثل الطقس. وفي شبكات الطاقة الكهربائية التي لا تحتوي على ميزة تخزين الطاقة، يجب أن يتم زيادة وتقليل مصادر الطاقة التي تعتمد على الطاقة المخزنة في الوقود (الفحم والنفط والغاز) من أجل التوافق مع ارتفاع وانخفاض إنتاج الطاقة الواردة من مصادر الطاقة المتقطعة (انظر محطات الطاقة التي تعتمد على الأحمال).
وبالتالي، يعد تخزين طاقة الشبكات طريقة يمكن أن يستخدمها مشغل شبكة طاقة كهربائية لتعديل إنتاج الطاقة حسب استهلاك الطاقة، وكلاهما يمكن أن يتغير مع مرور الوقت. ويتم القيام بذلك من أجل زيادة الكفاءة وتقليل تكلفة إنتاج الطاقة، أو من أجل تسهيل استخدام مصادر الطاقة المتقطعة.

## فوائده
يجب على أي شبكة طاقة كهربائية أن توافق بين توليد الكهرباء واستهلاكها، اللذين يتراوحان بشكل كبير مع الزمن. يكون لأي عملية دمج بين تخزين الطاقة والاستجابة للطلب المزايا التالية:
- يمكن أن تشغل محطات توليد الطاقة الكهربائية التي تعمل على الوقود (أي الفحم أو النفط أو الغاز أو الوقود النووي) بشكل أكثر كفاءة وسهولة عند مستويات إنتاج ثابتة.
- يمكن تخزين الطاقة المولدة من مصادر غير مستمرة (متقطعة) واستخدامها في وقت لاحق، في حين كان يجب نقلها للبيع في مكان آخر أو إيقاف توليدها لولا التخزين.
- يمكن خفض التوليد عند الذروة أو سعة النقل بمقدار القدرة الكلية لكل وسائل التخزين بالإضافة إلى الأحمال ممكنة التأجيل، ما يوفر كلفة هذه القدرة.
- تسعير أكثر استقرارًا – فكلفة إدارة التخزين أو الطلب مشمولة في التسعير لذا فهناك تغير أقل في أسعار الطاقة المأخوذة من العملاء، أو (إذا كانت الأسعار مثبتة حسب القانون) تصبح الخسائر الناتجة عن أسعار الجملة للطاقة الكهربائية في وقت الذروة أقل على المؤسسة الخدمية حين يجب تلبية الطلب عند الذروة بطاقة مستوردة بالجملة.
- الجاهزية الطاقية – يمكن تلبية الحاجات الحيوية بشكل موثوق حتى عند عدم حدوث نقل أو توليد، مع تأجيل الحاجات غير الأساسية.

تتراوح الطاقة المشتقة من المصادر الشمسية والبحرية (المد والجزر) والريحية بطبيعتها – إذ تختلف كمية الكهرباء المنتجة من وقت لآخر خلال اليوم، أو حسب منازل القمر، أو الفصل أو وفق عوامل عشوائية كحالة الطقس. بالتالي تسبب الطاقات المتجددة في غياب التخزين تحديات خاصة لمؤسسات الكهرباء. في حين يمكن لربط عدة مصادر ريحية منفصلة أن يخفض التراوح الإجمالي، فإن الطاقة الشمسية غير متوافرة بالتأكيد في الليل، وطاقة المد والجزر تتراوح مع القمر بحيث تنعدم حركة المد والجزر أربع مرات في اليوم.
يختلف مدى تأثير ذلك على أي مؤسسة كهرباء بعينها بشكل كبير. في مؤسسات كهرباء الذروة الصيفية يمكن بشكل عام امتصاص طاقة شمسية أكبر وتوفيقها مع الطلب. في مؤسسات كهرباء الذروة الشتوية، ولكن إلى حد أقل، تترافق الرياح مع الطلب على التدفئة والتسخين ويمكن استخدامها لتلبية الطلب. اعتمادًا على هذه العوامل، تميل أكثر من نحو 20-40% من إجمالي مصادر توليد الطاقة المتقطعة الموصولة على الشبكة (كالطاقة الشمسية وعنفات الرياح) إلى اشتراط الاستثمار في الوصلات البينية مع الشبكة، أو تخزين طاقة الشبكات، أو إدارة جانب الطلب.
في شبكة كهربائية دون تخزين طاقة، يجب رفع وخفض التوليد الذي يعتمد على الطاقة المخزنة في الوقود (الفحم، الكتلة الحيوية، الغاز الطبيعي، الوقود النووي) لموافقة انخفاض وارتفاع إنتاج الكهرباء من المصادر المتقطعة. في حين يمكن بسرعة رفع أو خفض إنتاج محطات الغاز الطبيعي والمحطات الكهرومائية لتتبع الطلب، فإن محطات توليد الكهرباء من طاقة الرياح أو الفحم أو الطاقة النووية تحتاج وقتًا ملموسًا للاستجابة للحمل. بالتالي فإن المؤسسات التي تعتمد بشكل أقل على الغاز الطبيعي أو المحطات الكهرومائية أكثر اعتمادًا على إدارة الطلب، أو الوصلات التبادلية مع الشبكة، أو التخزين المكلف بضخ الماء.
تقدر شركة الاستشارة الفرنسية «يول ديفيلوبمان - Yole Développement» أن سوق «التخزين الثابت» يمكن أن يصبح فرصة بحجم 13.5 بليون دولار بحلول 2023، بالمقارنة مع أقل من 1 بليون دولار في عام 2015.

## إدارة جانب الطلب وتخزين الشبكة
يمكن أيضًا لجانب الطلب تخزين الكهرباء من الشبكة، على سبيل المثال: عن طريق شحن بطارية المركبات الكهربائية فإنها تخزن الطاقة للمركبة، وتوفر خزانات تدفئة المناطق أو مخازن الثلج تخزينًا حراريًّا للمباني. الدور الوحيد لهذا التخزين حاليًّا هو تحويل الاستهلاك إلى خارج وقت الذروة خلال اليوم، ولا يعاد أي جزء من الكهرباء إلى الشبكة.
تخفض الحاجة إلى التخزين في الشبكات لإتاحة طاقة الذروة عن طريق التسعير حسب وقت الاستخدام لجانب الطلب، وهذا أحد محاسن عدادات الكهرباء الذكية. على مستوى المنازل، يمكن للمستهلكين اختيار أوقات خارج الذروة الأقل تكلفة لغسل وتجفيف الثياب، واستخدام الجلايات، والاستحمام والطبخ. وكذلك سيستفيد المستخدمون التجاريون والصناعيون من توفير الكلفة عن طريق تأجيل بعض العمليات إلى الأوقات خارج وقت الذروة.
خلقت التأثيرات المناطقية الناتجة عن التشغيل غير المتوقع لطاقة الرياح حاجةً جديدةً لاستجابة تفاعلية على الطلب، حيث تتواصل مؤسسة الكهرباء مع الطلب. كان هذا سابقًا يجري فقط بالتعاون مع كبار المستهلكين الصناعيين، ولكنه يمكن أن يتوسع الآن ليشمل شبكات كهربائية بأكملها. على سبيل المثال، تربط بضع مشاريع واسعة النطاق في أوروبا بين عدة مصادر متراوحة لطاقة الرياح لتغيير أحمال الثلاجات الغذائية الصناعية، مسببةً تراوحات صغيرة في درجات الحرارة. إذا جرى التواصل على نطاق يشمل الشبكة بأكملها، فإن التغيرات الصغيرة في درجات حرارة التبريد/التسخين يمكن أن تغير لحظيًّا الاستهلاك على امتداد الشبكة.
يصف تقرير نشرته وزارة الطاقة في الولايات المتحدة في ديسمبر 2013 المنافع المحتملة لكل من تخزين الطاقة وتقنيات جانب الطلب على الشبكة الكهربائية: «تحديث النظام الكهربائي سيساعد الأمة في مواجهة تحدي التعامل مع الحاجات الطاقية المرتقبة – بما فيها مواجهة التغير المناخي بمكاملة طاقة أكبر من المصادر المتجددة وتحسين الكفاءة من العمليات الطاقية غير المتجددة. يجب أن تحافظ تطويرات الشبكة الكهربائية على نظام توصيل كهرباء متين ومرن، ويمكن أن يلعب تخزين الطاقة دورًا مهمًّا في الاستجابة لهذه التحديات عن طريق تحسين القدرات التشغيلية للشبكة، وتخفيض التكاليف، وضمان الوثوقية العالية، بالإضافة إلى تأجيل وتخفيض الاستثمارات في البنية التحتية. أخيرًا، يمكن أن يكون تخزين الطاقة مفيدًا في الجاهزية للحالات الطارئة بسبب قدرته على توفير طاقة احتياطية بالإضافة إلى خدمات استقرار الشبكة». كُتب التقرير من قبل مجموعة أساسية من المطورين الذين يمثلون مكتب توصيل الكهرباء والوثوقية الطاقية، ومكتب الكفاءة الطاقية والطاقات المتجددة، ومختبرات سانديا الوطنية، والمختبر الوطني لشمال غرب المحيط الهادي؛ وكلهم يعملون على تطوير تخزين طاقة الشبكات.

### تخزين الطاقة لتطبيقات الشبكة
منشآت تخزين الطاقة أصول قيمة للشبكة الكهربائية. يمكنها توفير منافع وخدمات كإدارة الحمل، وجودة الطاقة، والتغذية الطاقية غير المتقطعة لزيادة الكفاءة وأمان الموارد. يصبح هذا مهمًّا أكثر فأكثر فيما يخص الانتقال الطاقي والحاجة إلى نظام طاقة أكثر كفاءةً واستدامةً.
تناسب العديد من تقنيات تخزين الطاقة (تخزين الطاقة الكهرومائية بضخ الماء، البطاريات الكهربائية، بطاريات التدفق، تخزين الطاقة بالحدافات، المكثفات الفائقة.. إلخ) التطبيقات على نطاق الشبكة، ولكن خصائصها تختلف. فمثلًا، تناسب محطة ضخ الماء تطبيقات إدارة الحمل الكبير بسبب سعاتها الكبيرة وقدراتها الطاقية. ولكن المواقع المناسبة محدودة وتتلاشى فوائدها عند التعامل مع مشاكل محلية خاصة بجودة الطاقة. في الجانب المقابل، المكثفات والحدافات أكثر كفاءة في الحفاظ على جودة الطاقة، ولكنهما يفتقدان إلى السعات التخزينية اللازمة للاستخدام في تطبيقات كبيرة. هذه القيود حدود طبيعية لقابلية وسائل التخزين للتطبيق.
اهتمت العديد من الدراسات بملاءمة أو اختيار وسيلة تخزين الطاقة المثالية لتطبيقات معينة. تشمل الدراسات الاستقصائية المكتوبة المعلومات المتوفرة عن أحدث التقنيات الموجودة وتقارن بين استعمالات التخزين حسب المشاريع الموجودة حاليًّا. تخطو بعض الدراسات الأخرى خطوةً إضافية لتقييم وسائل تخزين الطاقة في مقابل بعضها وتصنف ملاءمتها وفق تحليل قرار بعدة معايير. اقترحت ورقة بحثية أخرى نموذج تقييم عن طريق فحص ونمذجة وسائل التخزين كدارات مكافئة. اقترحت بعض الدراسات أيضًا مقاربة تستخدم الفهرسة، ولكنها لا تزال في مراحلها المبكرة. للحصول على قدرات اقتصادية كامنة أكبر من أنظمة تخزين الطاقة المربوطة على الشبكة الكهربائية، من المفيد إنشاء ملف يحتوي العديد من الخدمات لتطبيق أو أكثر لنام تخزين طاقة. بفعل ذلك يمكن الحصول على عدة مسارات لتحقيق العوائد بوسيلة تخزين واحدة وبالتالي زيادة درجة الاستفادة.